# Tuğçe Beder
Tuğçe Beder, född 15 november 1999, är en turkisk judoutövare.

## Karriär
Vid olympiska sommarspelen 2024 i Paris blev Beder utslagen i sextondelsfinalen i 48 kg-klassen av franska Shirine Boukli.